# Kostel svatého Jakuba Staršího (Kasejovice)
Kostel svatého Jakuba Staršího v Kasejovicích je farní kostel v římskokatolické farnosti Kasejovice, spravované z nepomuckého arciděkanství. Kostel zaujímá dominantní pozici v severní části Kasejovic v okrese Plzeň-jih, na nejvyšším místě nepravidelného náměstí. Stojí v jižní části ohrazeného hřbitova, který obklopuje ohradní zeď s nepravidelným půdorysem. Po obou stranách hlavního vstupu s žulovým schodištěm jsou do hradby zakomponovány výklenkové kapličky. Původně raně gotickou stavbu odborníci datují do období poslední třetiny 13. století. Kostel je od roku 1963 chráněn jako kulturní památka.

## Historie

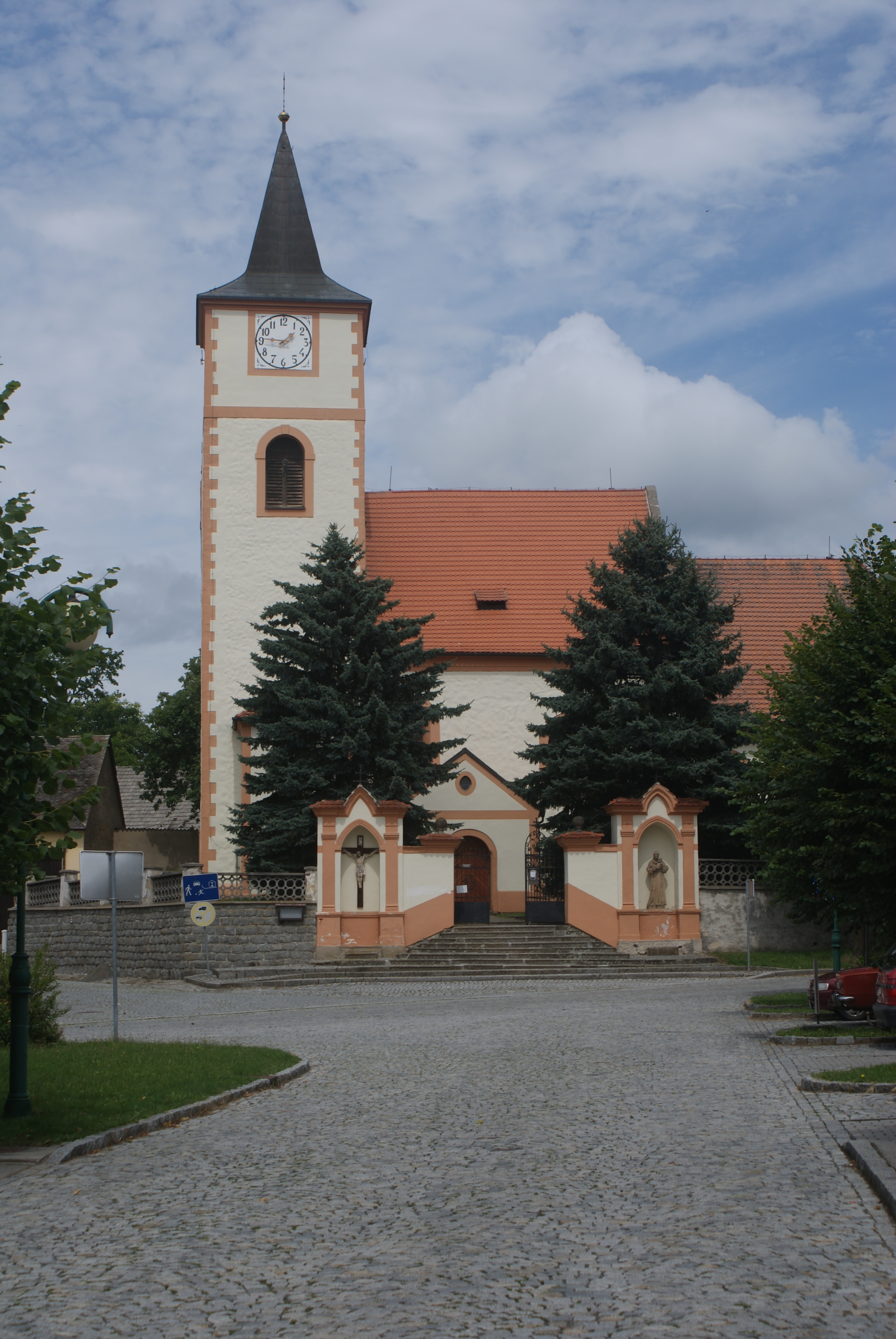
Kostel svatého Jakuba

První písemná zpráva o kostele svatého Jakuba Staršího pochází z roku 1356. Odborná literatura však datuje vznik kostela do doby kolem roku 1270. V té době byl majitelem Kasejovic pan Zdeslav, předek Sezemy a Protivy z Frymburku, jehož rodovým erbovním znamením byla oslí hlava na zlatém štítu. K výstavbě kostela se podle historických pramenů rozhodl až na sklonku života. Postavit boží stánek nabízelo kromě možnosti zajistit obyvatelům místa stabilní duchovní správu také příležitost se zviditelnit. Během staletí byl kostel několikrát postižen požáry, z nichž největší byl v roce 1791. Objekt tak prošel v dalších letech významnými rekonstrukcemi, přestavbami a úpravami.  
Nejvýraznější byla barokizace na počátku 18. století, která výrazně změnila původní gotický vzhled. Další významná úprava proběhla v roce 1797. V průběhu 19. století došlo k sérii menších úprav v letech 1856, 1868 a 1892, které zahrnovaly renovace, rozšíření nebo  modernizace interiéru či exteriéru. Poslední zmíněná úprava  z roku 1913 a 1936 naznačuje, že objekt byl průběžně udržován a  přizpůsobován potřebám své doby. 
Zasvěcení kostela svatému Jakubovi není zcela objasněno, ale existuje hypotéza spojující ho s místní těžbou a rýžováním zlata. Svatý Jakub byl totiž uctíván nejen jako patron poutníků, ale i horníků. Na Kasejovicku probíhala těžba zlata již od pravěku. Ve 14. století vypukla zlatá horečka a kasejovické doly byly v plném provozu. Plebánie je zmíněna již v roce 1356, zatímco na děkanství byla stavba povýšena v roce 1897. Matriky, důležité historické dokumenty, se zde vedou nepřetržitě od roku 1646.  
V roce 1965 natáčel Zdeněk Podskalský v areálu a interiéru kostela scény filmu Bílá paní.

## Popis

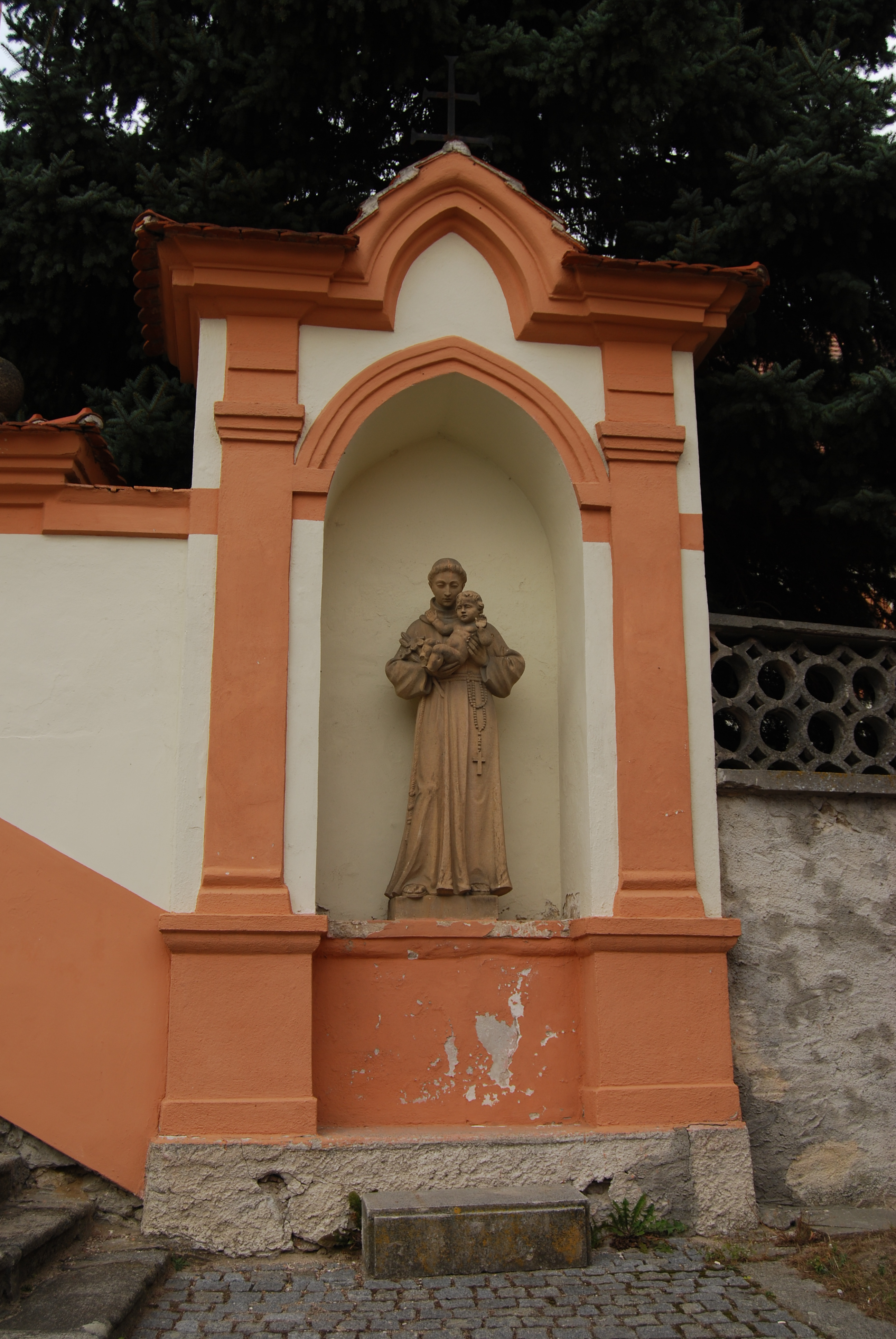
Socha svatého Antonína Peduánského ve východní kapli

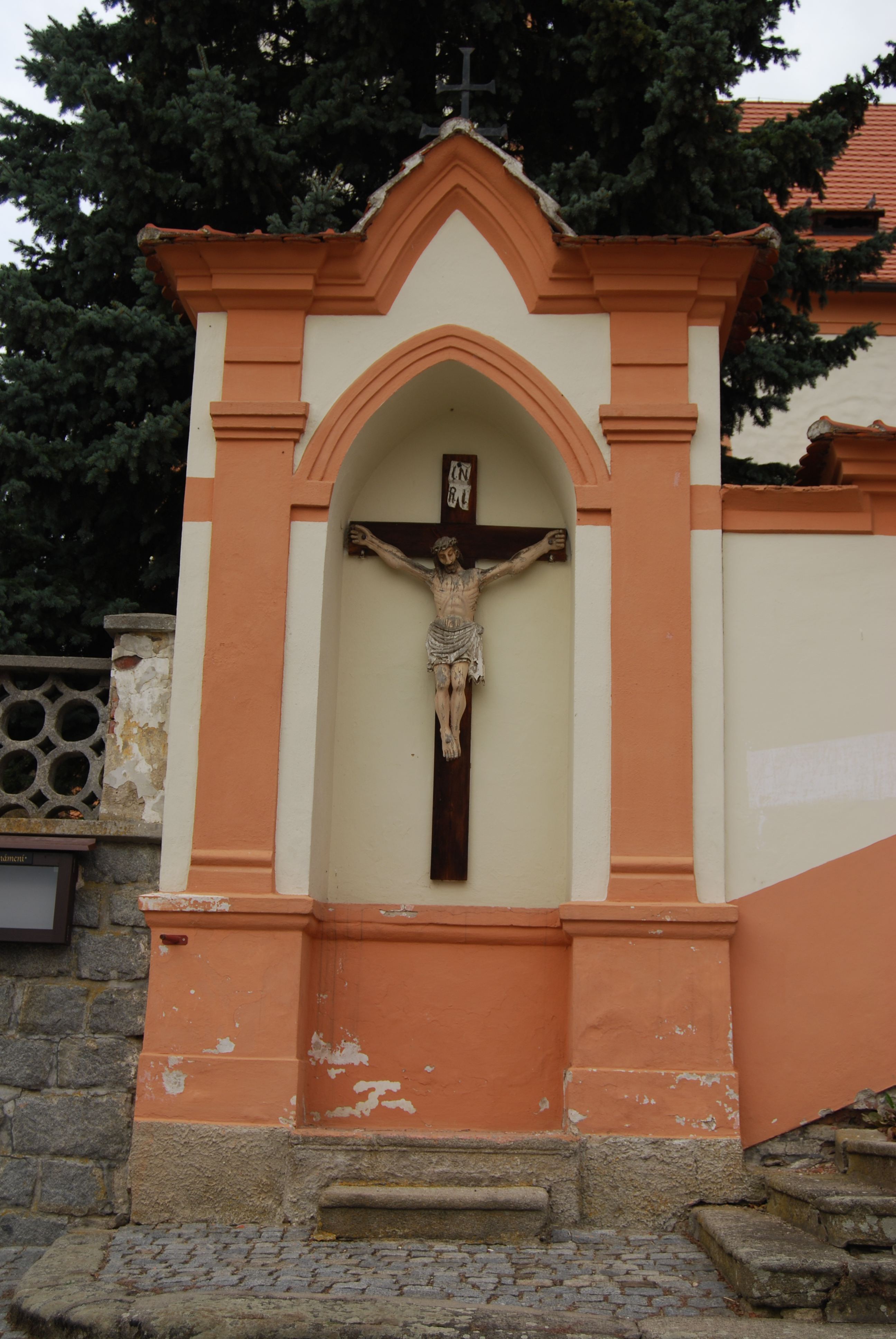
Kristus na kříži v západní kapli

Kostel svatého Jakuba se skládá z obdélné lodi s plochým stropem a téměř čtvercového presbytáře na východní straně, odděleného mohutným triumfálním obloukem. Presbytář je zaklenut křížovou klenbou s hranolovými žebry a zdobenými konzolami. Dvě konzoly mají košovitý tvar s listovým dekorem, zatímco další dvě jsou jehlancovité s kružbovou výzdobou. Klenbu zdobí kruhový svorník s rostlinným motivem. Nejvýraznějším gotickým prvkem je bohatě zdobený ústupkový portál hlavního vchodu se sloupky a hlavicemi s révovými listy. Kostelní hranolová věž, vetknutá do jihozápadního nároží lodi, sloužila mimo jiné jako depozitář a v nejvyšším patře byla uzpůsobena k obranným účelům. V roce 1892 byla věž navýšena o jedno patro kvůli instalaci hodin. 
Hlavní vstup s přilehlým žulovým schodištěm je situován naproti jižní předsíni kostela. Po obou stranách vstupu byly do hradby roku 1878 zakomponované kapličky vystavené ve stylu barokní gotiky. V západním výklenku je umístěn krucifix, ve východním kamenná socha svatého Antonína Paduánského. Původně na jejich místech stála boží muka už roku 1725 a do současné podoby byly kapličky upraveny roku 1878.

## Interiér
Varhany pocházejí z roku 1756 a jejich zhotovitelem byl varhaník Schreyer Adalbert, varhanář z Kuksu.  Kolem roku 1770 byly pořízeny současné rokokové oltáře. Pro hlavní oltář byl roku 1873 pořízen u píseckého malíře Václava Šebele obraz svatého Jakuba Staršího. Roku 1893 získal kostel křížovou cestu, kterou namaloval Bedřich Kamarýt. Z důvodu poškození vlivem času byl roku 1905 rozebrán levý boční oltář svatého Jana Nepomuckého a nahrazen novogotickým se sochami svatého Cyrila a Metoděje od řezbářské firmy Petra Buška ze Sychrova. V roce 2001 byl tento boční oltář znovu demontován a nahrazen doplněnými pozůstatky rokokového oltáře z kostela Proměnění Páně u Pacelic. Socha svatého Jana Nepomuckého byla ponechána. V roce 2000 byly posvěceny dva nové zvony Sv. Václav vážící 110 kg a Sv. Marta vážící 180 kg. V roce 2009-2013 byla provedena generální rekonstrukce varhan.

## Přístup
Kostel svatého Jakuba Staršího v Kasejovicích leží na Svatojakubské-Všerubské cestě, která vede od kostela svatého Jakuba v Praze na Starém Městě přes poutní místa na Svaté Hoře v Příbrami, v Nepomuku a v Klatovech až na hranici mezi Českem a Německem.